# Region Vorderland-Feldkirch

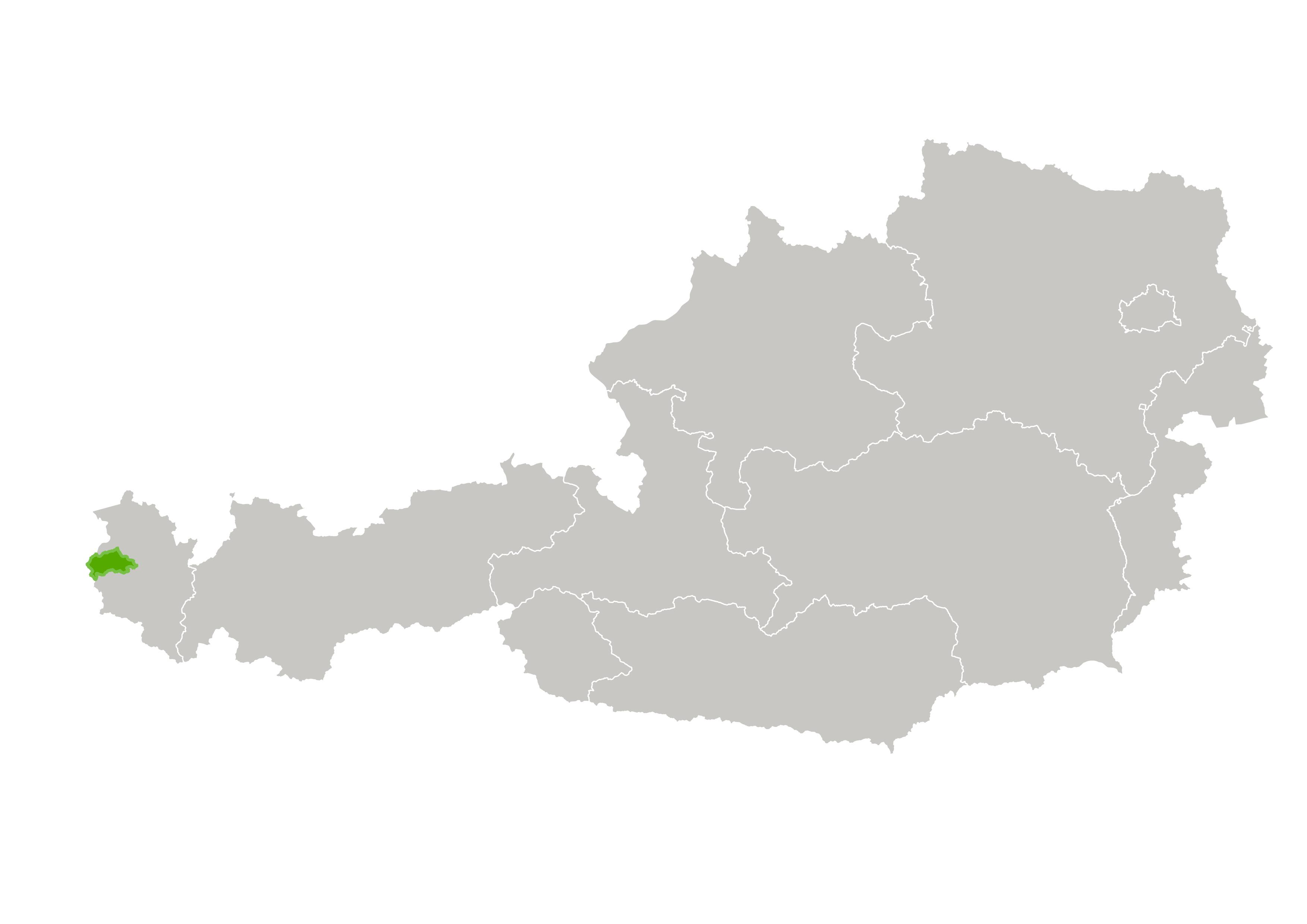
Lage der Region in Österreich

Die Region Vorderland-Feldkirch liegt im Westen Österreichs im Bundesland Vorarlberg an der Schweizer Grenze. Politisch-administrativ gehören die 13 Gemeinden dem Bezirk Feldkirch an. Aus stadtgeographischer bzw. stadtsoziologischer Sicht wäre die Region als Zwischenstadt, Stadtregion oder Agglomeration zu bezeichnen. Insgesamt leben in der Region Vorderland-Feldkirch 65.027 Einwohner (Stand 1. Jänner 2016) auf einer Fläche von etwa 178 km². Aufgrund der fruchtbaren Böden und des milden Klimas wird die Region auch der „Garten Vorarlbergs“ genannt.

## Lage und Topographie
Die Grenze der heutigen Region Vorderland-Feldkirch (siehe Geschichte) verläuft im Westen entlang des Rheins. Im Norden ist die Grenze, auch historisch bedingt, weniger klar. Rein siedlungsstrukturell bilden der Tschütsch und der Sattelwald bei Klaus eine klare Grenze zur Region „Am Kumma“. Im Osten verläuft die Grenze zu Dornbirn und dem Bregenzerwald über den Bergkamm mit der Wasserscheide Hohe Kugel – Hoher Freschen – Furkajoch – Löffelspitze. Das Furkajoch stellt den einzigen direkten Straßenübergang zum Bregenzerwald dar. Im Süden bilden der Walserkamm sowie die Ill und die alte Gemarkung zwischen den Herrschaftsgebieten Schellenberg und Tosters die Grenze zum Walgau bzw. zum Fürstentum Liechtenstein. Die maximale West-Ost-Ausdehnung beträgt etwa 24 km. Die Nord-Süd-Ausdehnung beträgt etwa 12 km.
Im Westen ist die Region durch den Verlauf des Rheins mit seiner ehemaligen Schwemmfläche und die Mündungen der Ill und der Frutz geprägt, was zu einem sehr ebenen Landschaftsverlauf mit Auwald- und Riedbereichen führte, aber auch die Fruchtbarkeit der Böden stärkte. Gegen Osten hin, nehmen die Gebirgsketten des Walserkammes und des Bregenzerwaldes eine wichtige Position ein. Den Übergang zwischen Ebene und Gebirge bilden die Schwemmkegel der Flüsse Frutz, Frödisch und Ratzbach. Durch Flüsse und Gerinne wird die Landschaft in verschiedene kleine Täler und Tobel aufgegliedert, von denen das Laternsertal das größte und bekannteste ist.

## Gemeindestruktur

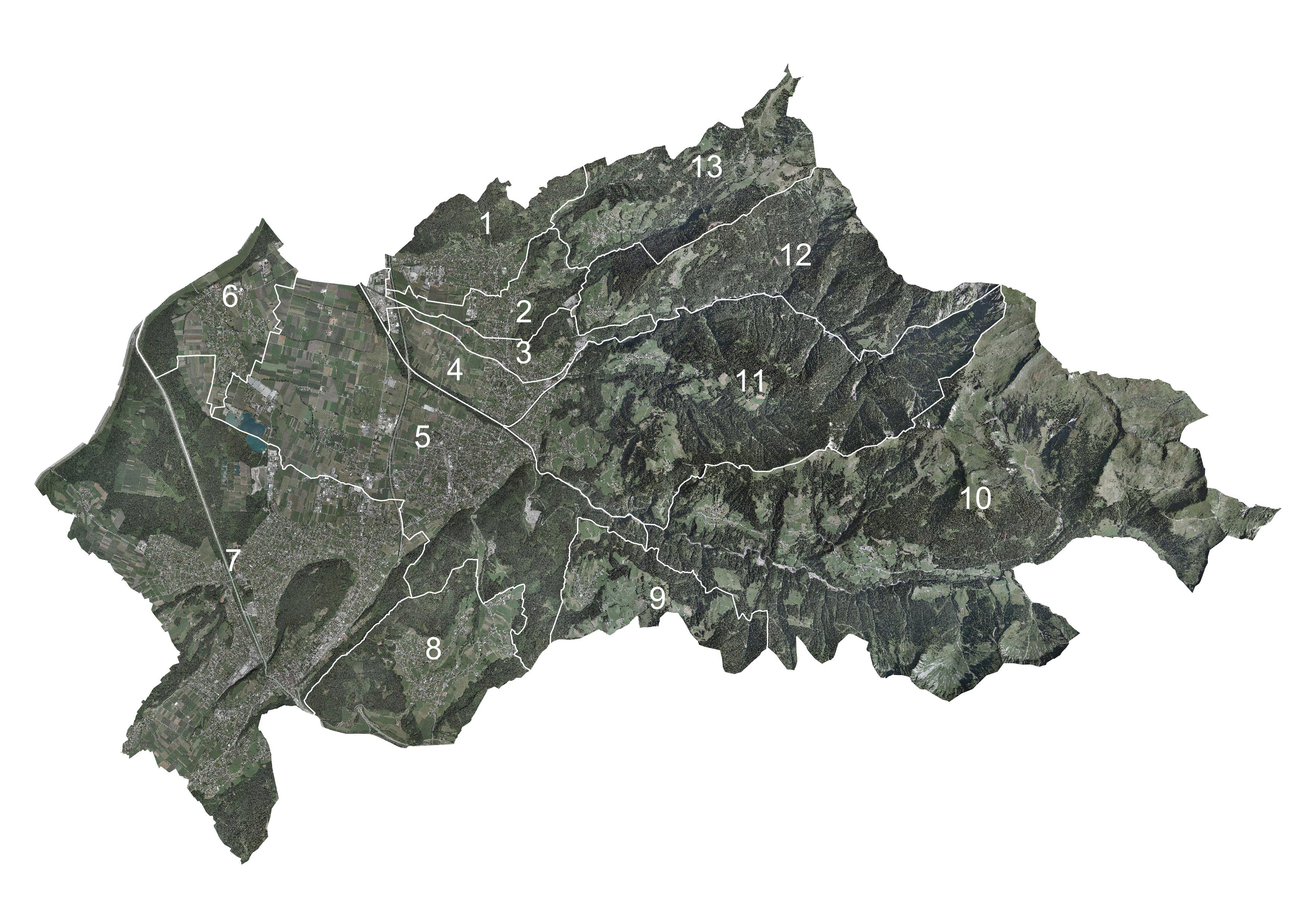
Orthofoto Region Vorderland-Feldkirch mit Gemeindegrenzen

Die in der Region Vorderland-Feldkirch liegenden Gemeinden sind sowohl was Bevölkerungszahl als auch Lage anbelangt sehr heterogen und lassen sich in die im Tal liegenden Gemeinden und die am Hang liegenden Gemeinden unterteilen. Ein Sonderfall stellt Zwischenwasser dar, das aus drei größeren Katastralgemeinden besteht, von denen eine im Tal (Muntlix) und zwei am Hang liegen (Batschuns, Dafins).
| Talgemeinden | Einwohner | Hanggemeinden      | Einwohner |
| ------------ | --------- | ------------------ | --------- |
| 1. Klaus     | 3.114     | 8. Göfis           | 3.252     |
| 2. Weiler    | 2.098     | 9. Übersaxen       | 639       |
| 3. Röthis    | 1.926     | 10. Laterns        | 662       |
| 4. Sulz      | 2.558     | 11. Zwischenwasser | 3.223     |
| 5. Rankweil  | 11.734    | 12. Viktorsberg    | 410       |
| 6. Meiningen | 2.150     | 13. Fraxern        | 688       |
| 7. Feldkirch | 32.543    |                    |           |

## Verkehrserschließung
Die Region Vorderland-Feldkirch ist sowohl durch den Individualverkehr als auch durch den öffentlichen Verkehr sehr gut erschlossen. Die Rheintal/Walgau Autobahn A14 verläuft durch die Region und ist durch drei Vollanschlüsse in Klaus, Rankweil und Feldkirch an die Region angebunden. Ebenso verlaufen mit der L190, L50 und L52 drei Landesstraßen von überregionaler Bedeutung durch die Region.
Auch das Schienennetz der ÖBB verläuft seit Ende des 19. Jahrhunderts durch die Region mit Bahnhöfen in Feldkirch, Rankweil und Klaus sowie Haltestellen in Tisis, Gisingen, Altenstadt, Amberg und Sulz/Röthis. Durch die Bahnverbindung können sowohl das gesamte Rheintal und der Walgau erreicht werden, sowie auch die Schweiz, Deutschland und der Osten Österreichs. Nahe gelegene internationale Flughäfen befinden sich in Zürich und München, sowie in Altenrhein (CH), Memmingen und Friedrichshafen (beide D).
Der öffentliche Personennahverkehr in der Region wird durch den Stadtbus Feldkirch sowie den Landbus Oberes Rheintal sichergestellt, wobei auch die Hanggemeinden an das Busnetz angeschlossen sind. Seit einigen Jahren gibt es auch ein Nachtbus- und Rufbusnetz, das ebenfalls auch die Hanggemeinden anbindet.

## Historischer Abriss

### Herkunft des Begriffs
Ein eindeutiger historischer Beweis zur erstmaligen Nennung der Bezeichnung „Vorderland“, sowie eine genau Abgrenzung des damit bezeichneten Territoriums sind bis heute nicht geglückt. Der ehemalige Landesarchivar Dr. Benedikt Bilgeri nennt in seinem Werk „Die freien Leute im Vorderland“ das Jahr 1412 als erstmalige Nennung des Begriffs, allerdings fehlt die Nennung einer Urkunde oder einer anderen historischen Quelle. Nach Dr. Bilgeri ist das „Vorderland“ die Bezeichnung für den „vorderen Teiles des Landes, nämlich des alten Walgaues oder Drusianatales.“ Dies würde auch mit dem Churrätischen Reichsurbar von 842 in Zusammenhang stehen, in dem viele Gemeinden des Vorderlands erstmals urkundlich erwähnt werden (Feldkirch, Rankweil, Sulz, Röthis, Viktorsberg). In diesem Güterverzeichnis werden die Gemeinden des Vorderlands unter „ministerium in pago vallis drusiana“ angeführt.
Im Westen, Süden und Osten ist der Grenzverlauf der Region gut dokumentiert, wodurch klar ist, dass auch die Stadt Feldkirch im Vorderland liegt. Im Norden ist eine klare Grenze, zumindest aus heutiger Sicht weniger deutlich. Werner Vogt nennt den „Bützengraben“ zwischen Altach und Hohenems, welcher bis 1816 auch die Grenze der Bistümer Chur und Konstanz war, als nördliche Grenzlinie. Auch nach Bilgeri verläuft das Vorderland von Göfis bis nach Hohenems, womit auch die Gemeinden Götzis, Altach, Mäder und Koblach zum Vorderland gehören würden.

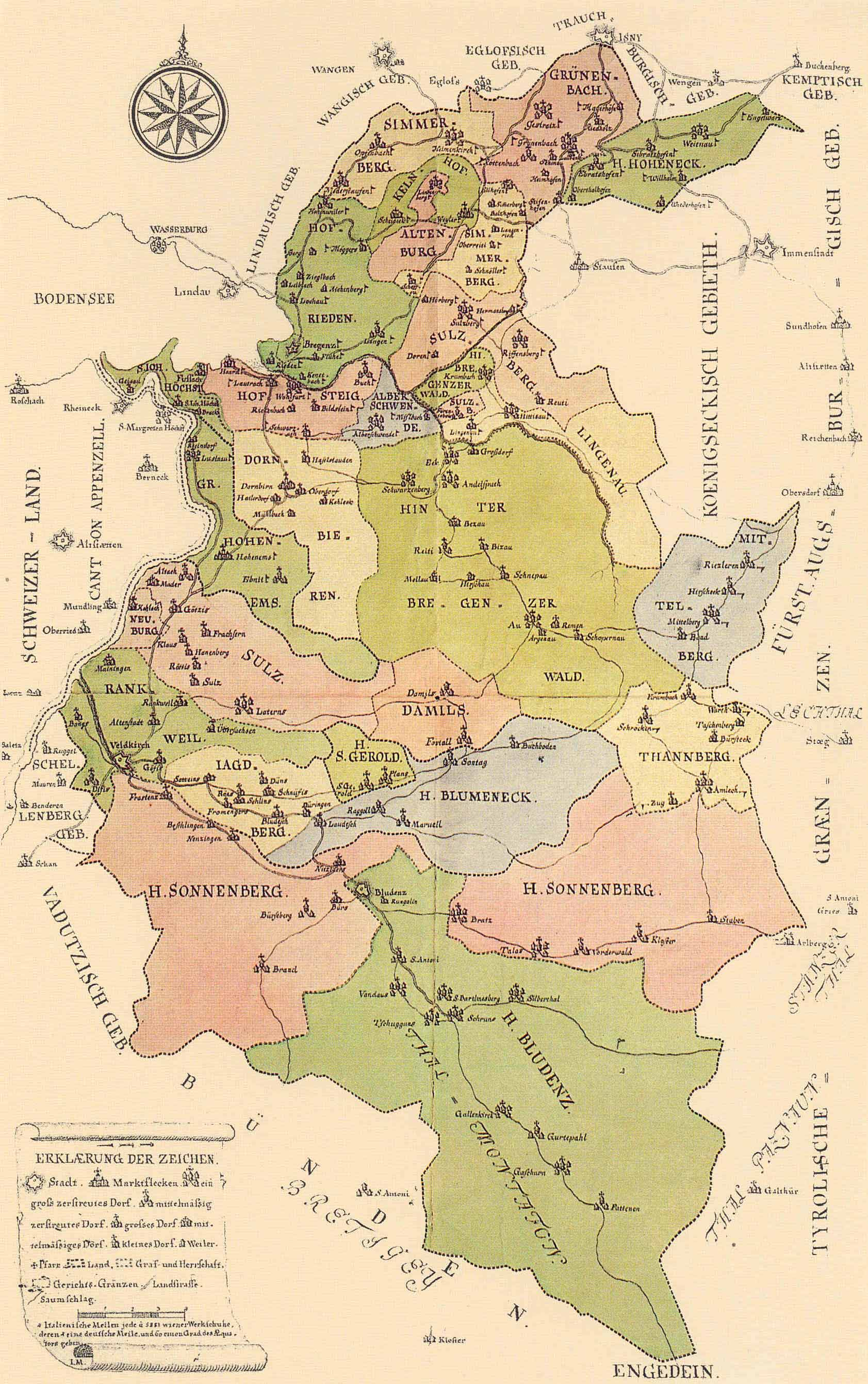
Vorarlberg im Jahr 1783

Eine wichtige Rolle für die Abgrenzung des Vorderlandes nimmt das Doppelgericht Rankwei-Sulz ein, welches bis ins 19. Jahrhundert bestand und genau das von Bilgeri definierte Gebiet deckt, mit Ausnahme der Stadt Feldkirch und der Neuburg (bei Koblach). Die Bezeichnung Doppelgericht wird verwendet, weil es zwar zwei Gerichtsstandorte, einen in Rankweil und einen in Sulz gab, aber nur einen Landammann. Demnach müsste bei der vermutlichen erstmaligen Nennung des Vorderlandes im Jahr 1412 auch einige linksrheinische Gebiete in der Schweiz, bis zum Frieden zu Basel (1499) und der Lossagung der linksrheinischen Orte vom Gericht Rankweil-Sulz, zum Vorderland gehört haben.

### Die Region im Laufe der Zeit
Trotz der unklaren Definition und Abgrenzung der Region war die heutige Region Vorderland-Feldkirch schon in der Jungsteinzeit besiedelt, wie verschiedene archäologische Funde belegen. Als erstes benanntes Volk traten die Räter in Erscheinung, welche aber von den Römern im Jahr 15 v. Chr. geschlagen wurden. Die Tätigkeiten der Römer in der Region sind bis heute sichtbar, etwa in der Römervilla in Brederis oder in der ehemaligen Raststation Clunia im heutigen Altenstadt. Auch eine römische Straße durchquerte das Vorderland, die von Bregenz nach Chur führte und etwa entlang der heutigen Montfortstraße in Rankweil und der alten Landstraße in Sulz verlief.
Nach dem Zerfall des römischen Reiches war das Vorderland in Besitz der Franken, wobei zuerst das Geschlecht der Merowinger (ab ca. 537) und dann das Geschlecht der Karolinger (ab ca. 750) herrschten. Vom 5. bis ins 9. Jahrhundert waren auch Mönche aus Irland in der Region tätig, unter anderem der heilige Eusebius und der  heilige Fridolin. Ab 1200 herrschten mit Hugo I. von Montfort, die Montforter im Vorderland. Unter den Montfortern wurde Feldkirch zur Stadt erhoben, die Schattenburg sowie Alt-Montfort in Weiler erbaut. Graf Rudolf V. von Montfort (ab 1375) gründete das Minoritenkloster in Viktorsberg und verkaufte die Herrschaft Feldkirch dann an Herzog Leopold von Österreich, womit auch „den Berg zue Ranckweil mit dem Landtgericht und andren Gerichten daselbs…“ an Österreich fällt.
Das Vorderland blieb bis 1806 bei Österreich. Nach den napoleonischen Kriegen gelangte das Vorderland, wie ganz Vorarlberg, Tirol und Salzburg, durch den Frieden von Pressburg in den Besitz des Königreichs Bayern. Während dieser Zeit wurde auch das alte Gericht in Rankweil-Sulz durch den bayrischen Gemeindeedikt aufgelöst und durch die Orts- und Einheitsgemeinden ersetzt (Niederstätter, 2008, S. 164). Nach zahlreichen Aufständen während dieser Zeit kamen Vorarlberg, Tirol und Salzburg im Jahr 1814 wieder zu Österreich, nur Weiler im Allgäu blieb, als Korridor zu Lindau weiterhin bei Bayern.
Die während der bayrischen Herrschaft eingeführte Gemeindestruktur ist abgesehen von einigen Zusammenlegungen bzw. Eingemeindungen bis heute erhalten: 1925 fand in der Stadt Feldkirch eine Eingemeindung der heutigen Stadtteile Levis, Altenstadt, Gisingen, Nofels, Tosters und Tisis statt.
Am 11. März 1938 gelangte das Vorderland durch den Anschluss Österreichs an Deutschland unter die Herrschaft der NSDAP. Am 10. April 1938 wurde die Volksabstimmung durchgeführt, welche in Rankweil beispielsweise mit 2136 Ja-Stimmen zu 36 Nein-Stimmen ausfiel. Das Vorderland blieb wie ganz Vorarlberg von den kriegerischen Handlungen bis 1945 größtenteils verschont, allerdings dienten eine Vielzahl Vorderländer Männer und Frauen in der einen oder anderen Form der deutschen Wehrmacht. Alle Vorarlberger die im I. oder II. Weltkrieg gefallen sind in der Kriegergedächtniskapelle in der Rankweiler Basilika in Büchern aufgelistet. Die Gräber sowie ein Obelisk, zur Erinnerung an 37 sowjetische Kriegsgefangene die in Kriegsgefangenschaft verstarben, befinden sich im Valdunafriedhof in Rankweil. Nach der Kapitulation des deutschen Reichs am 8. Mai 1945 bis zum 27. Juli 1955 war das Vorderland Teil der französischen Besatzungszone in Österreich.

## Wirtschaft
Die regionale Wirtschaftsstruktur ist seit dem Ende des 19. Jahrhunderts industriell geprägt, wobei bis in die 1980er-Jahre die Textilindustrie dominierte. Seit ihrem Niedergang konnte die Region, wie das gesamte Rheintal, den Strukturwandel gut überstehen und sich den neuen Gegebenheiten anpassen. Einige Gebäude aus der Blütezeit der Textilindustrie in der Region sind erhalten, etwa das Ganahl-Areal in Feldkirch oder der heutige Gewerbepark in Rankweil. Heute ist die Region durch eine diversifizierte klein- und mittelbetriebliche Unternehmensstruktur gekennzeichnet.

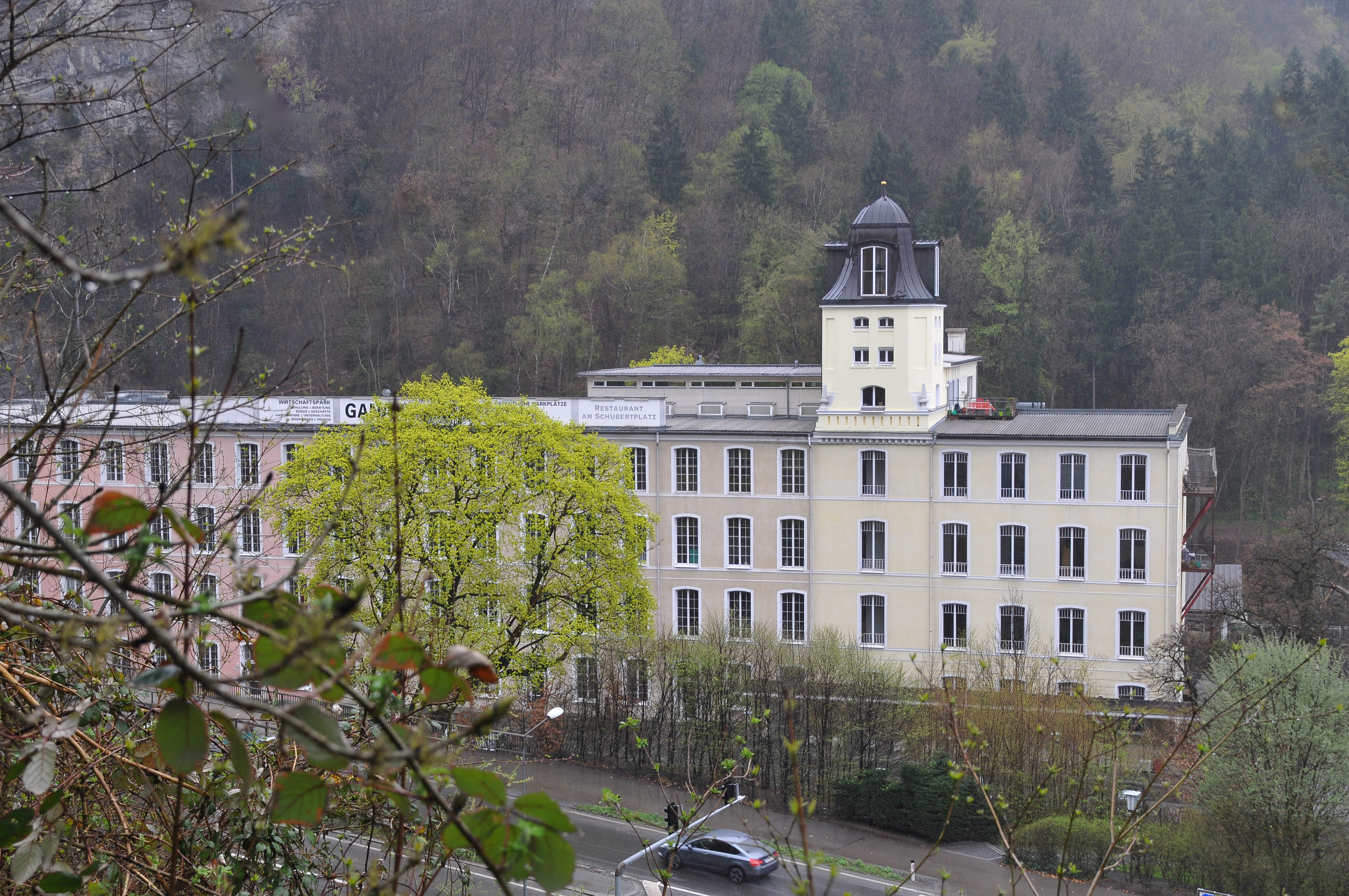
Das Ganahl-Areal in Feldkirch

Die wirtschaftliche Branchenstruktur der Region Vorderland-Feldkirch ist sehr stark vom verarbeitenden Gewerbe geprägt. Knapp 20 % der Beschäftigten in der Region arbeiten in dieser Branche, die nur 7 % der Betriebsstätten ausmacht. Die Betriebsgebiete der Region erstrecken sich entlang des Verlaufs von L190, A14 und der Eisenbahnlinie zwischen Klaus und Feldkirch. Größere Arbeitgeber in diesem Bereich sind etwa Omicron electronics und Rauch Fruchtsäfte. Neben der Industrie spielt mit über 15 % der Beschäftigten sowie knapp 20 % der Betriebsstätten auch der Handel eine wichtige Rolle in der Region.

### Landwirtschaft
Rein statistisch betrachtet spielt die Landwirtschaft zwar nur eine untergeordnete Rolle (1,5 % der Beschäftigten), dennoch ist die Region schon seit jeher für ihre fruchtbaren Böden bekannt. Die Böden der Region gehören mit Ertragswerten von größtenteils über 600 Euro pro Hektar zu den ertragreichsten im ganzen Rheintal (vision Rheintal, 2006, S. 40). Aus historischer Perspektive sowie auch kulturlandschaftlich spielt auch der Obstanbau mit seinen Streuobstwiesen eine wichtige Rolle in der Region. Auch der Weinbau war bis in die Mitte des 19. Jahrhunderts sehr stark vertreten, so verfügte Rankweil im 18. Jahrhundert über etwa 33 Hektar Weinbaugebiet. Auch am Ardetzenberg in Feldkirch oder in den Hanglagen von Röthis und Klaus wurde und wird Wein angebaut. Röthis ist die einzige Gemeinde der Region, in der seit der ersten urkundlichen Nennung im Jahr 842 bis heute durchgehend Wein angebaut wird.

### Tourismus
Ebenso wie die Landwirtschaft spielt auch der Erholungstourismus in der Region keine übergeordnete Rolle. Eine wichtige Rolle nehmen die Hotels und Gastronomiebetriebe aber für Geschäftsreisende der in der Region situierten Betriebe ein. Auch die Freizeiteinrichtungen in der Region spielen aus rein touristischer Sicht eine eher kleine Rolle. Für die Naherholung der Bewohner der Region nehmen sie allerdings eine sehr wichtige Position ein. So verfügt die Region aufgrund ihrer Diversität einerseits über weite Riedflächen und Auwälder die perfekt zum Joggen oder Radfahren geeignet sind. Andererseits sind die Hanggemeinden ideale Ausgangspunkte für Gebirgswanderungen verschiedener Schwierigkeitsgrade und Wegdistanzen. Des Weiteren gibt es familienfreundliche Schigebiet die vom Tal aus leicht zu erreichen sind und in denen viele Bewohner der Region das Schifahren erlernt haben. Im Jahr 2007 wurden die ersten 9 Löcher des heutigen 18-Loch Golfplatzes im Rankweiler Weitried eröffnet.

## Bildung
Die Bildungseinrichtungen in der Region Vorderland-Feldkirch sind vielfältig, mit teilweise landesweiter Bedeutung und verteilen sich aufgrund ihrer zentralörtlichen Funktion hauptsächlich auf die Stadt Feldkirch sowie die Marktgemeinde Rankweil. Sowohl Rankweil als auch Feldkirch sind Standorte von Landeskrankenhäusern und verfügen über Krankenpflegeschulen, wobei der Standort in Rankweil auf Psychiatrie spezialisiert ist. In der Stadt Feldkirch befindet sich des Weiteren das Landeskonservatorium für Vorarlberg, die Pädagogische Hochschule Vorarlberg sowie auch das Institut St. Josef (Höhere Lehranstalt für Wirtschaftliche Berufe (HLW), sowie Bildungsanstalt für Kindergartenpädagogik (BAKIP)). Zusätzlich ist Feldkirch auch Standort zweier (Real-)Gymnasien. Auch in Rankweil gibt es eine HLW und zusätzlich auch eine Höhere technische Bundeslehr- und Versuchsanstalt (HTL). Weitere Bildungseinrichtungen sind das ein Bildungshaus in Zwischenwasser sowie das Seminar- und Kulturzentrum Stiftung Kloster Viktorsberg.

## Kultur und Brauchtum

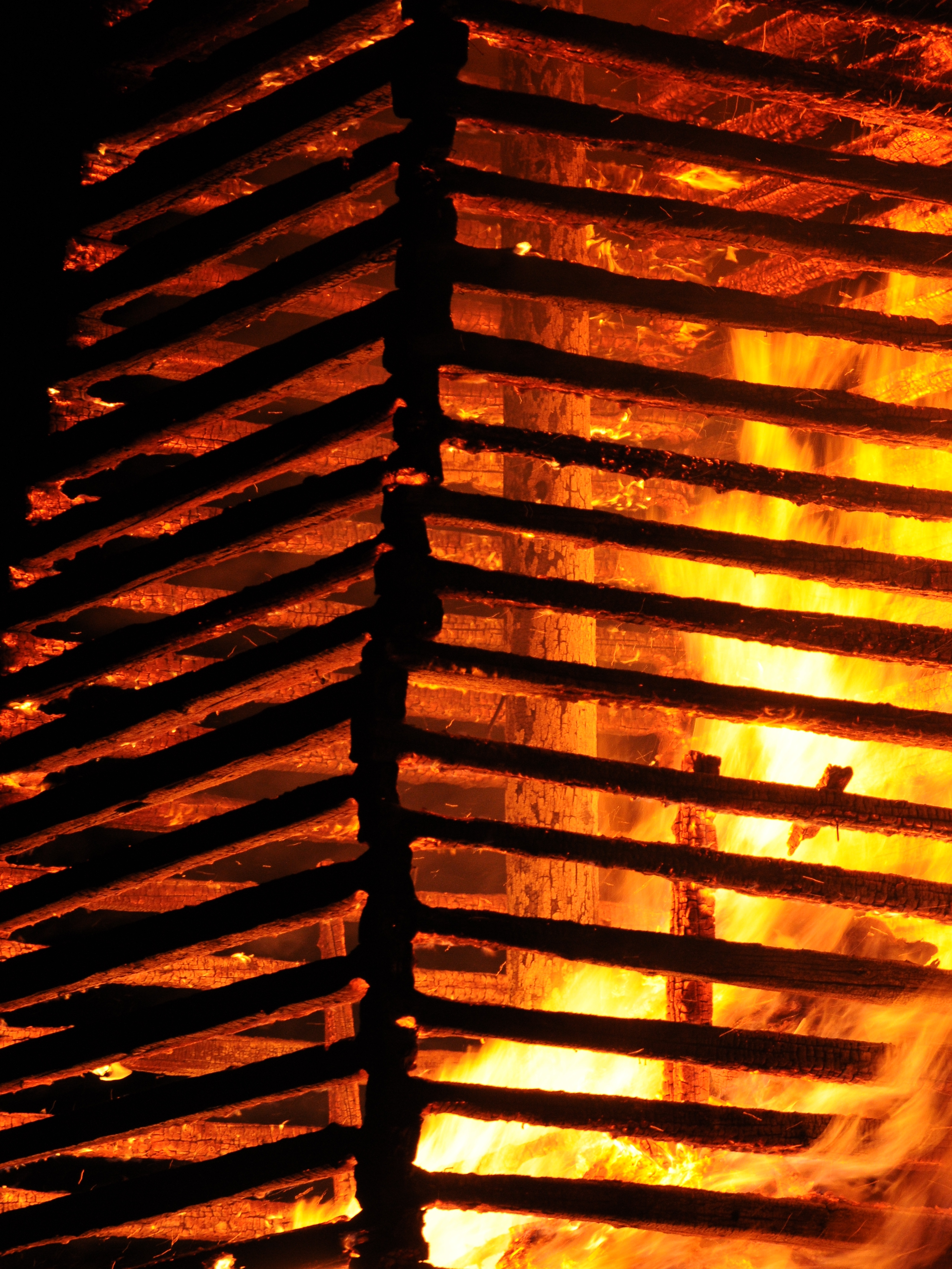
Aufbau eines Funkens

Analog zu den Bildungseinrichtungen strahlen auch viele kulturelle Veranstaltungen und Einrichtungen weit über die Grenzen der Region hinaus. Am bekanntesten sind sicherlich das alljährlich stattfindende Poolbar-Festival, die Messer ArtDesign und das Theater am Saumarkt in Feldkirch sowie das Alte Kino in Rankweil.
Ein weiteres Highlight ist das „Open Hair Festival“ in Göfis. Aus religiös-kultureller Perspektive betrachtet sind der Dom St. Nikolaus in der Bischofsstadt Feldkirch, die 1985 zur Basilika minor erhobene Liebfrauenbergkirche in Rankweil sowie das bereits erwähnte Kloster Viktorsberg von weitreichender Bedeutung. Neben den großen, überregional relevanten, Veranstaltungssälen Montforthaus in Feldkirch sowie dem Vinomnasaal in Rankweil verfügen auch die anderen Gemeinden der Region über vielfach nutzbare Veranstaltungsräumlichkeiten.
Neben den modernen, urbanen Festivals und Veranstaltungsstätten wird der Umgang mit verschiedenen Brauchtümern nach wie vor aktiv gepflegt. So findet das traditionelle Funkenabbrennen, das seit 2010 immaterielles Weltkulturerbe der UNESCO ist, jedes Jahr in allen Gemeinden der Region statt. Es wird von den Funkenzünften organisiert, findet jedoch nicht mehr überall traditionell am Funkensonntag (1. Sonntag nach Aschermittwoch) statt, sondern teilweise auch schon am Samstag davor. Neben dem Funken sind auch der Faschingsumzug und die Fasnachtzünfte und Gilden ein wichtiger Teil des Brauchtums der Region, wobei der Faschingsumzug in einzelnen Gemeinden ein einem zweijährigen Rhythmus abgehalten wird.

## Regionalentwicklung
Seit 1978 arbeiten die zwölf Vorderlandgemeinden unter dem Dach der Regionalplanungsgemeinschaft (kurz: Regio) Vorderland in regional wichtigen Themenbereichen zusammen. Mit der Aufnahme der Stadt Feldkirch in die Region im Jahr 2010 nennt sich die Kooperation „Region Vorderland-Feldkirch“. In der mittlerweile über 35 Jahre bestehenden Zusammenarbeit konnten eine Vielzahl an Projekten in unterschiedlichen Themenbereichen umgesetzt werden. Im Bereich der Verwaltungskooperationen ist die Region mit der gemeinsamen Baurechtsverwaltung und der Finanzverwaltung sehr erfolgreich.

Weitere wichtige Projekte etwa aus dem Bereich der Mobilität sind der Landbus Oberes Rheintal und das gemeinsame Verkehrskonzept sowie das Radroutenkonzept Vorderland. Eines der ersten und bis heute erfolgreichsten Projekte ist das Sozialzentrum Vorderlandhus in Röthis, das seit 1984 besteht und den ersten Sozialsprengel Vorarlbergs bildete. Wegweisend war auch das im Jahr 1956 errichtete Erlebnisbad Frutzau in Sulz, welches die erste freiwillige Kooperation von Gemeinden in Vorarlberg nach dem Zweiten Weltkrieg war.